# Charles Eugène de Croÿ
Charles Eugène de Croÿ (1651 Roeulx – 1702 Tallinn) byl francouzský šlechtic a ruský polní maršál.

## Život
Narodil se jako mladší syn Philipa de Croÿ a jeho ženy Isabelly de Bonhorst. Od mládí se věnoval vojenské službě. Účastnil se Skånské války na straně Dánů proti Švédům. V této válce se vyznamenal a dosáhl hodnosti generála. Roku 1677 se stal vojenským velitelem Kodaně.
Později vstoupil do rakouské armády a zúčastnil se bojů s Osmanskou říší. Zde se v hodnosti polního podmaršálka účastnil dobývání Sedmihradska a roku 1689 vyhrál bitvu u Niše a další rok dobyl Esseck.
Roku 1691 se stal zástupcem hlavního habsburského velitele. Účastnil se vítězné bitvy u Slaného Kamene, ale při výpadu na Bělehrad utrpěl porážku. Později byl císařem Leopoldem doporučen ruskému carovi, který jej přijal do ruských služeb.
Během severní války se nejdříve účastnil dobývání Rigy a pak byl již v hodnosti ruského maršála vyslán k Narvě, kde měl převzít velení nad jednotkami, které ji obléhaly.
Jakmile však zjistil, v jakém stavu jsou tyto jednotky, odmítal převzít nad nimi velení. Car jej k tomu nakonec přemluvil a poté se od vojska vzdálil. 30. listopadu 1700 se u Narvy objevily švédské jednotky, které zahájily bitvu.
Bitva u Narvy skončila katastrofální porážkou Rusů. Sám Croÿ padl do zajetí, v němž roku 1702 zemřel.

## Vyznamenání
- Řád zlatého rouna
- Řád Dannebrog
- Řád sv. Michala